# Polimede di Argo
Polimede di Argo (in greco antico: Πολυμήδης?, Polymédēs; Argo, VI secolo a.C. – VI secolo a.C.) è stato uno scultore greco antico.
A lui viene attribuita la creazione di uno dei più significativi esempi di scultura dorica di epoca arcaica: la coppia di kouroi rappresentanti i fratelli Clèobi e Bitone.